# Periclimenes tonga
Periclimenes tonga är en kräftdjursart som beskrevs av Bruce 1990. Periclimenes tonga ingår i släktet Periclimenes och familjen Palaemonidae. Inga underarter finns listade i Catalogue of Life.